# Фистинг
Фистинг (на английски: fisting, fist – юмрук) е сексуална практика, при която се осъществява проникване с цялата длан и понякога с част от ръката във вагината или ануса. Медицинските термини за тези практики са съответно брахиовагинален еротизъм и брахиопроктален еротизъм.
Въпреки името си, фистингът не се състои във вкарване на свит юмрук във вагината или ануса. Вместо това всичките пет пръста се държат изправени и възможно най-близо един до друг (образувайки човкоподобна форма или така наречената „акушерска ръка“), след което дланта бавно се вкарва в добре смазаната вагина или анус. След като дланта е вече вътре, пръстите се свиват в юмрук или остават изправени. Изваждането на юмрука може при желание на пасивния партньор да стане и в свита форма. При естествените конвулсии на сфинктера, и коремните мускули се усеща приятното чувство, предизвиквано от затрудненото изтласкване на юмрука.